# Карпаччо, Витторе
Витторе Карпаччо, Витторио Карпатиус, Карпатио, Скарпаца (итал. Vittore Carpaccio, Vittorio Carpathius, Carpatio, Scarpaza, Scharpaza; ок. 1465, Венеция — между окт. 1525 и июнем 1526, Копер, Словения) — итальянский живописец раннего Возрождения венецианской школы. Последние годы он прожил в провинции, где его уникальный стиль, выглядевший в то время уже архаичным, всё ещё находил поклонников.

## Биография
Витторе Карпаччо был сыном Пьетро Скарпацы, торговца мехами, ни дата, ни точное место его рождения неизвестны. Его настоящая фамилия была Скарпаца или Скарпацо, а Карпаччо — это итальянизированная форма латинского «Carpathius» илм «Carpatio», которыми он подписывал свои работы (на венецианском диалекте: VETOR[E] SCHARPAÇO, VETOR SCARPAZO). Похоже, что Скарпаца были родом с острова Маццорбо в Венецианской лагуне и что представители ветви, от которой произошёл Витторе, в XIII веке переехали в Венецию, в приход церкви Сан-Раффаэле-Арканджело в сестиере (районе) Дорсодуро. В конечном счёте, последние исследования утверждают, что дата рождения художника приходится на период между 1460 и 1465 годами; он умер около 1525 или 1526 года.
О его ученичестве также ничего не известно, но художественное качество первой известной работы из цикла «История святой Урсулы» (Прибытие паломников в Кёльн, 1490), где присутствует некая юношеская смущённость в технике и художественной форме, позволяет предположить, что Карпаччо в те годы был ещё молод и находился в процессе обучения. Предполагается также, что его учителем мог быть Ладзаро Бастиани, который, как и братья Беллини и Виварини, возглавлял большую живописную мастерскую в Венеции.
Сначала Карпаччо работал в манере Альвизе Виварини, но, когда он стал сотрудничать в мастерской братьев Джентиле и Джованни Беллини, то быстро усвоил его стиль и выработал собственный.
Самые ранние известные работы Карпаччо зрелого периода — это «Мадонна с Младенцем» (ок. 1488 или 1489) в Mузее Коррер (Fondazione Musei Civici di Venezia) и «Спаситель мира с четырьмя святыми» (ок. 1489 — ок. 1490), принадлежащие Фонду Лучано Сорлини в Карцаго ди Кальваджезе (Брешия). Около 1501—1507 годов он работал вместе с Джованни Беллини в Большом зале Совета во Дворце дожей. Как и многие другие крупные произведения, этот цикл был полностью утрачен во время пожара 1577 года.
В 1502—1507 годах Витторе Карпаччо написал для Скуолы ди Сан-Джорджо-дельи-Скьявони в Венеции цикл картин из жизни святых Георгия, Иеронима и Трифона. Со свойственной ему естественностью и непринуждённостью Карпаччо ведёт свой рассказ, средствами живописи, достигая совершенно особого впечатления жизненности и достоверности изображаемого. Особенно знаменита картина этого цикла «Видение святого Августина» («Святой Августин в своей келье»), она подписана: VICTOR / CARPATHIVS / FINGEBAT. Художник изобразил святого в своей келье (мастерской), в момент, когда он отвлекается от чтения явлением святого Иеронима в виде потока света из окна возле стола. Карпаччо поместил святого в идеализированное домашнее пространство, намекая на современные ему увлечения коллекционированием различных необычных и обычных вещей.
К середине 1510-х годов мастерская Карпаччо разрослась и стала производить большое количество произведений. Однако в поздних работах художника чувствуется явный упадок творческих сил. Карпаччо продолжал работать в старой манере, которая к тому времени начинает восприниматься как анахронизм. В новом стиле писали свои картины выдающиеся венецианцы Джорджоне и Тициан. Всё это, по-видимому, осознавал и сам мастер. Картины, написанные после 1519 года, не сохранились. «Изменение качества было отмечено художественным сообществом». Но Карпаччо не менял свой стиль, чтобы идти в ногу с этими нововведениями. Он всё чаще обращался за помощью к своим сыновьям Пьетро и Бенедетто, своим главным ученикам. Однако он самостоятельно завершил свою последнюю работу, которая заключалась в украшении органных створок Собора в Капо д’Истрия в 1523 году.
Одним из его учеников был Марко Марциале. Иногда его учеником называют Джованни Мансуэти, помощника Карпаччо, близкого по стилю живописи. Последние годы своей жизни он провел в Капо д’Истрия (ныне Копер), Словения, где и умер между 1525 и 1526 годами.

## Индивидуальный художественный стиль

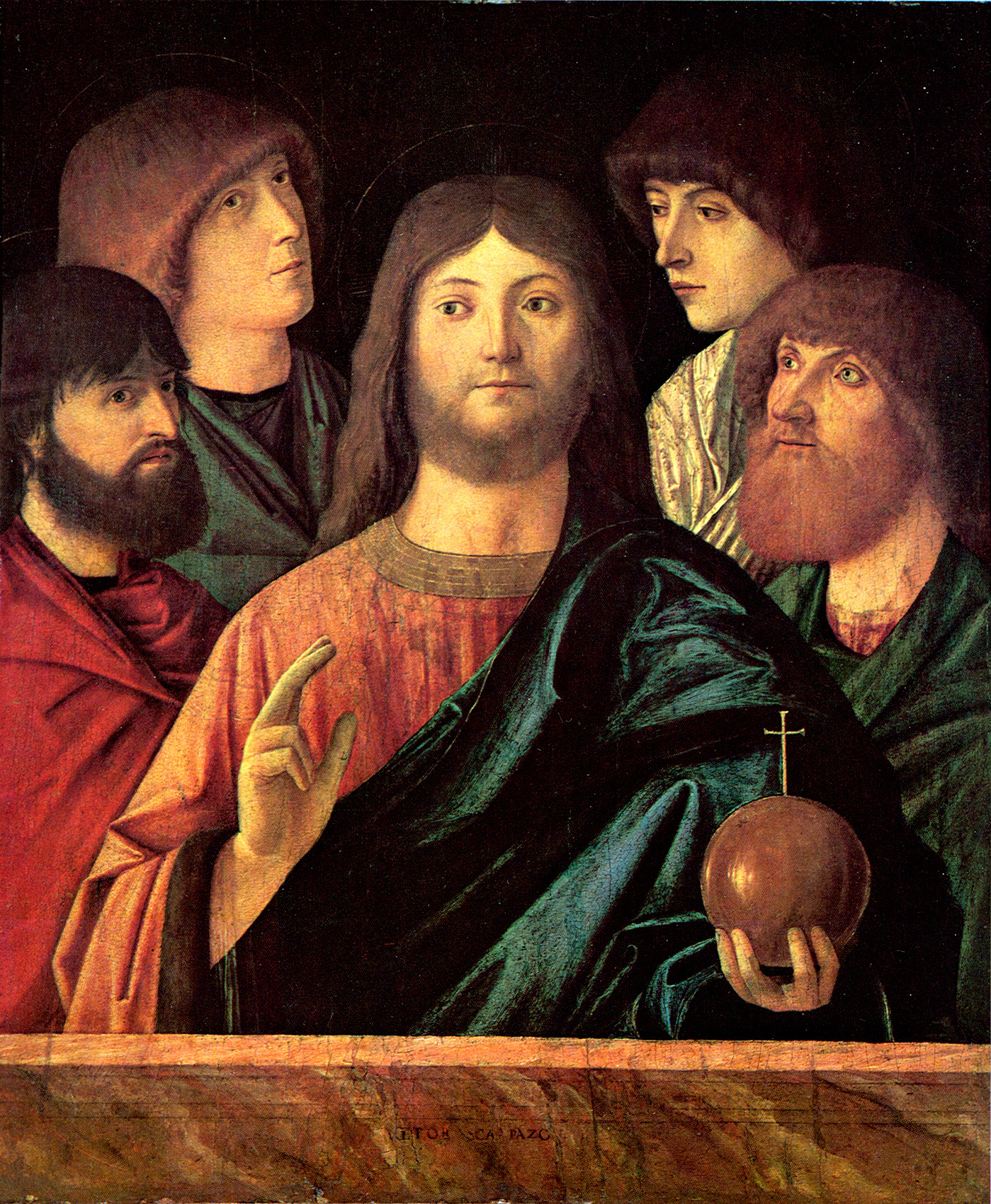
Спаситель мира. Ок. 1480. Дерево, масло. Фонд Сорлини

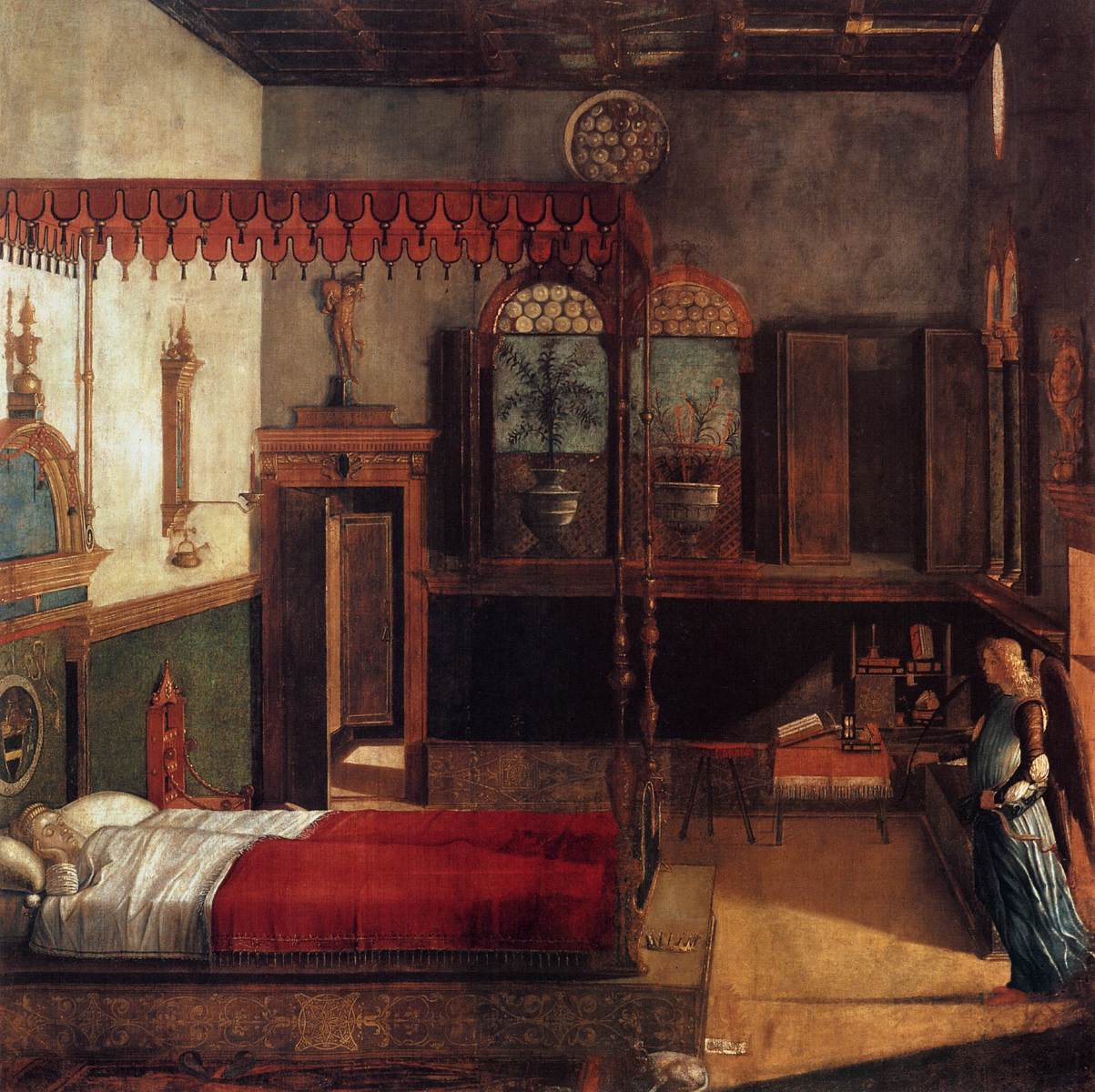
Сон Святой Урсулы. 1495. Холст, темпера. Галерея Академии, Венеция

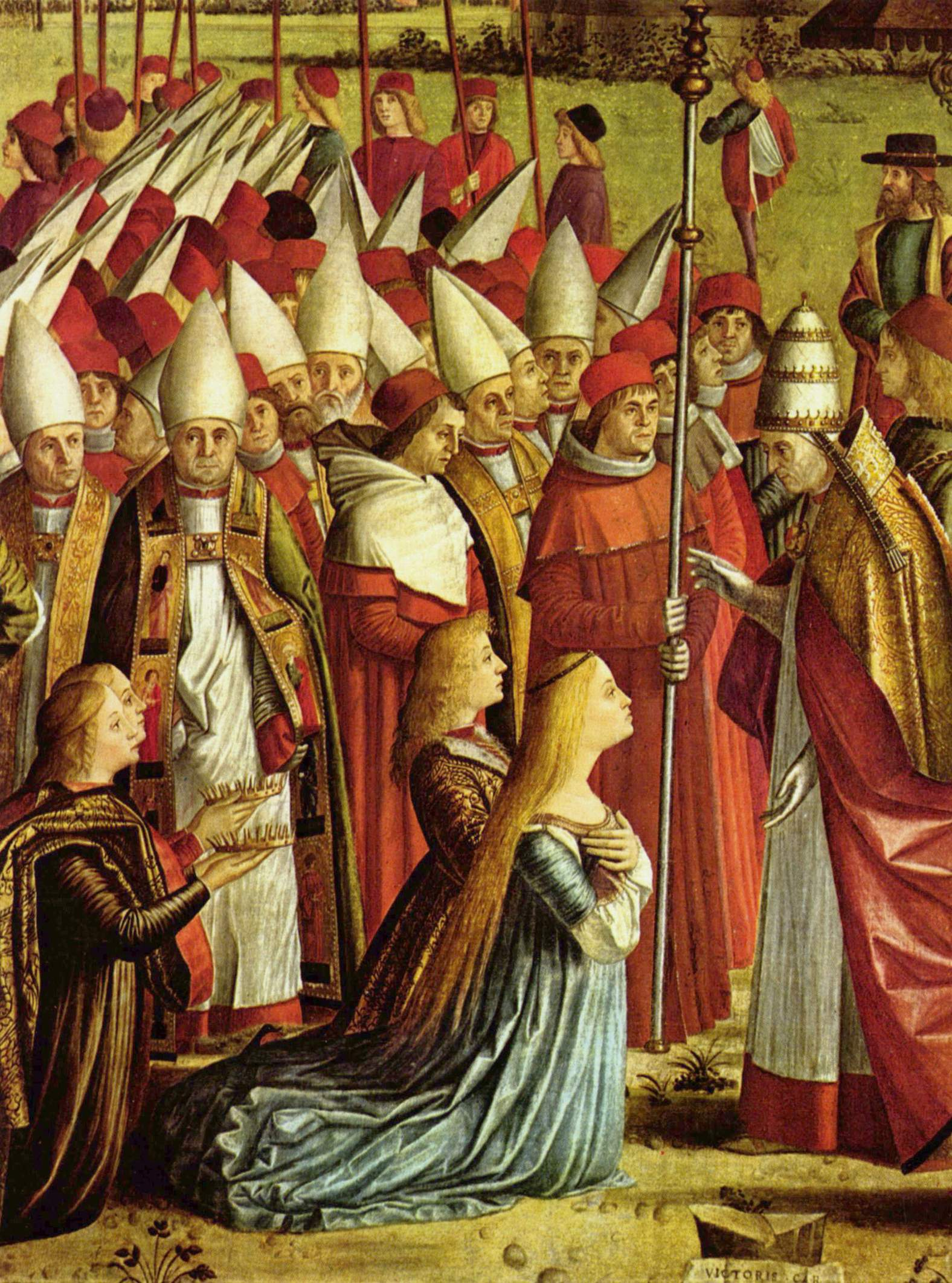
Легенда о Святой Урсуле: Встреча с папой Кириаком. Деталь. Ок. 1493. Холст, масло. Галерея Академии, Венеция

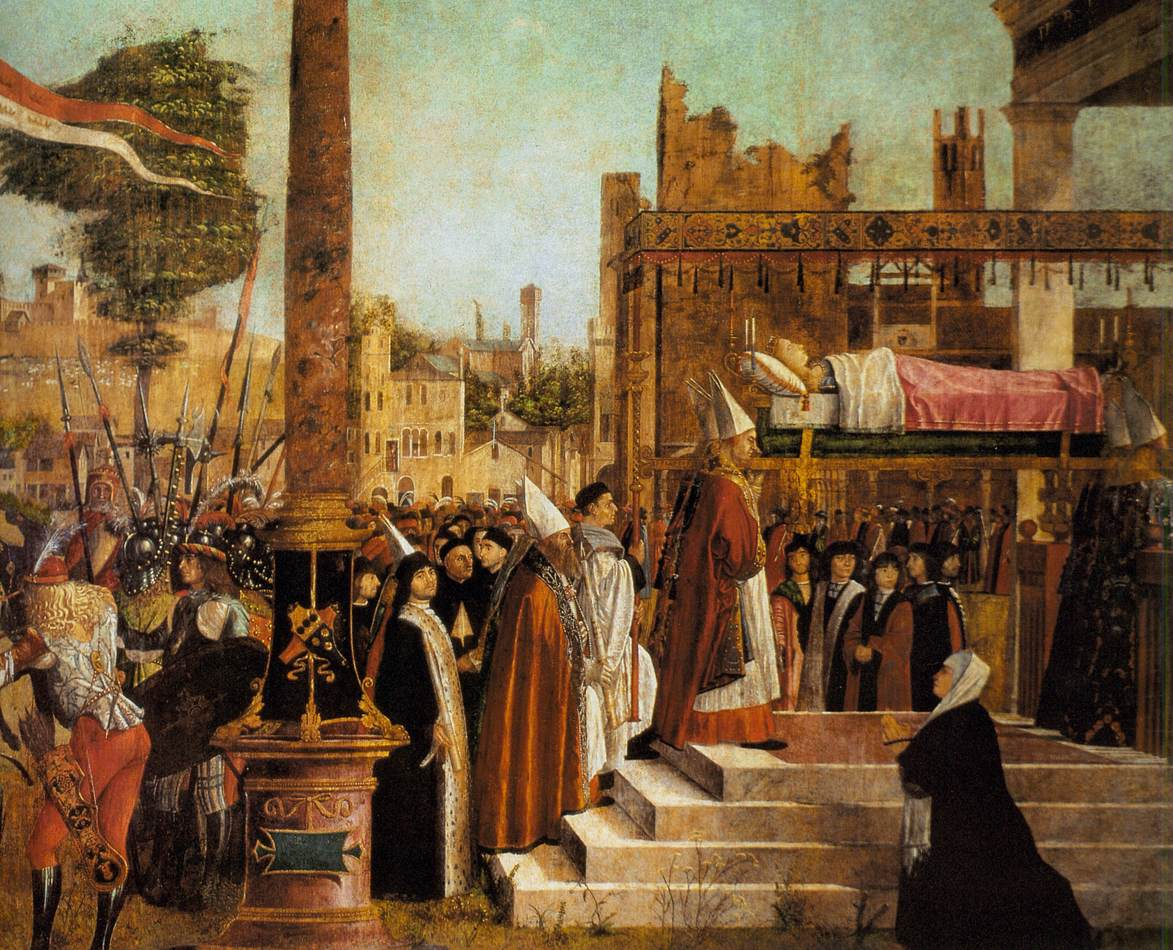
Мученичество паломников и похороны святой Урсулы. 1493. Холст, темпера. Галерея Академии, Венеция

В ранний период творчества Карпаччо находился под влиянием художника раннего Возрождения Антонелло да Мессина (ок. 1430—1479), а также ранней нидерландской живописи. Однако его чаще сравнивают с его наставником Джентиле Беллини.
Карпаччо, по-видимому, находился под влиянием Чимы да Конельяно, о чём свидетельствует картина «Смерть Марии» 1508 года в Ферраре. В 1510 году Карпаччо выполнил панно «Оплакивание Христа» и «Размышление о страстях», в котором чувство печали заставляет вспомнить произведения Андреа Мантеньи.

Превосходный рассказчик, Карпаччо подробно повествует в своих композициях о жизни, деяниях и подвигах святых, перенося действие в реальную обстановку венецианских зданий или развёртывая его на фоне пейзажа с разнообразными постройками, деревьями, животными. В произведениях Карпаччо поражает сочетание глубокого понимания и тонкого чувства природы с трогательной наивностью в обстоятельном описании некоторых деталей, — как, например, обезображенных трупов в сцене битвы святого Георгия с драконом

 Чуткость к жизни света и атмосферной среды сближает Карпаччо с нидерландскими мастерами, также как и непритязательная простота, житейская конкретность облика изображаемого мира, пристальное внимание к деталям… Эти мотивы увидены художником не только в их поэтической сущности, но и с новым для итальянской живописи оттенком непосредственной причастности зрителя к лирической атмосфере картины, состоянию молчаливого раздумья и тишины. Композиция Карпаччо уже нуждается в зрителе, который бы общался с ней наедине, постепенно проникаясь её настроением… В этом есть прямое предвидение поисков Джорджоне

 Стиль его живописи уникален, — писал В. Г. Власов, — Это стиль итальянского кватроченто: готический по форме, ренессансный по духу, одновременно наивный и искушённый, поэтичный и рациональный, декоративный и философски-углублённый. Искусство Карпаччо можно сравнить разве что с Боттичелли
Работы Карпаччо варьировались от отдельных произведений, написанных на холсте, до алтарных образов и больших живописных циклов. Несколько запрестольных образов, в том числе «Св. Фома Аквинский на троне» (1507), «Введение Христа в храм» (1510) и «Мученичество десяти тысяч» (1515), были заказаны церквями Венеции, а произведения, созданные после 1510 года, были в основном заказаны отдельными венецианскими меценатами. Необходимо отметить и первые опыты Карпаччо в технике масляной живописи, ранее он писал, как и другие художники кватроченто темперой.
В 1504—1508 годах Карпаччо вместе с учениками создал цикл картин «История Марии» для Скуолы дельи Альбанези. В настоящее время картины этого цикла разделены между Академией Каррара в Бергамо, Пинакотекой Брера в Милане и Ка-д’Оро в Венеции.
У Карпаччо есть картина, в которой воплотился его интерес к бытовым сюжетам. Это «Две венецианки» (Венеция, МузейКоррер). Застылость поз и выражений лиц компенсируется здесь почти этнографической точностью в изображении одежд, особенностей быта, окружающей обстановки.
Витторе Карпаччо никогда не обращался к портрету как отдельному жанру, но у него есть своеобразное по замыслу и выполнению произведение — «Молодой рыцарь на фоне пейзажа» из собрания Музея Тиссена-Борнемисы. Герой представлен в окружении природы на фоне замка. Со знанием подлинного натуралиста выписывает Карпаччо каждый листок, каждое растение. Кажется, что они принадлежат кисти нидерландского живописца — столь трепетно и с такой точностью воспроизведена каждая деталь изображения. И всё же для Карпаччо мир природы не открывал особых глубин; природу он наделял в первую очередь символическим и даже геральдическим смыслом.
Но более всего художник известен своими большими городскими сценами, такими как «Чудо Креста на Понте-ди-Риальто». Эта работа хорошо передаёт образ Венеции на пике её могущества и богатства. Несмотря на то, что Карпаччо работал и в начале XVI столетия, в историю искусства он вошёл как яркий представитель зрелого «кватроченто», великолепный живописец и певец Венеции.
В честь живописца названо блюдо, изобретённое в 1950 году в Венеции.

## Избранные произведения

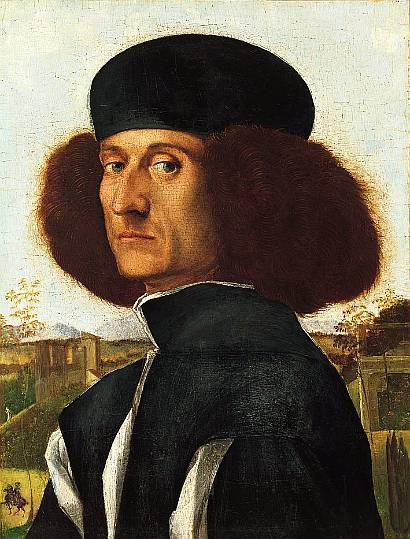
Портрет венецианского дворянина. Ок. 1510. Дерево, темпера. Музей Нортона Симона, Пасадена, Калифорния, США
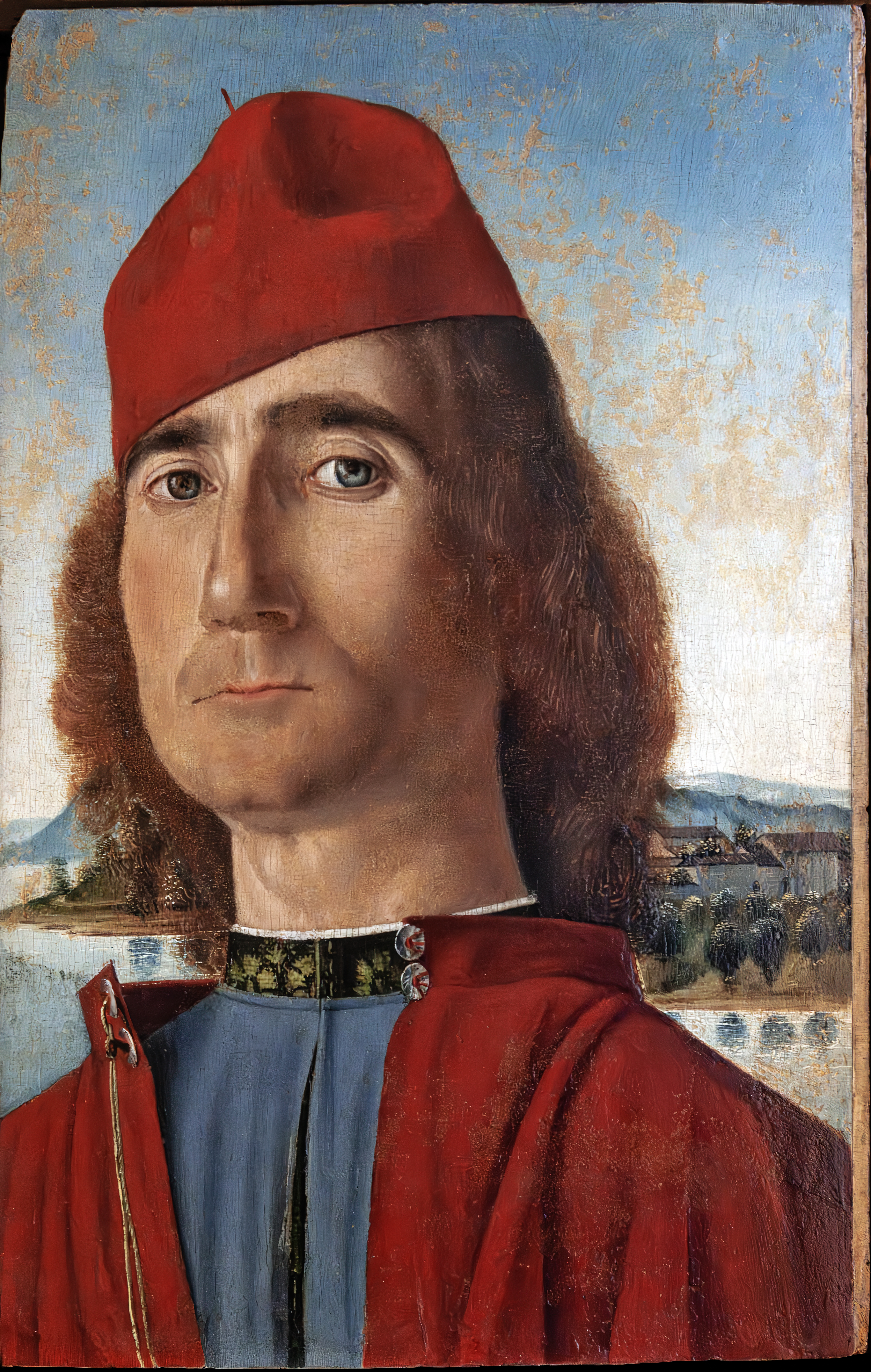
Портрет молодого человека в красном берете. Между 1490 и 1495. Дерево, темпера. Музей Коррер, Венеция
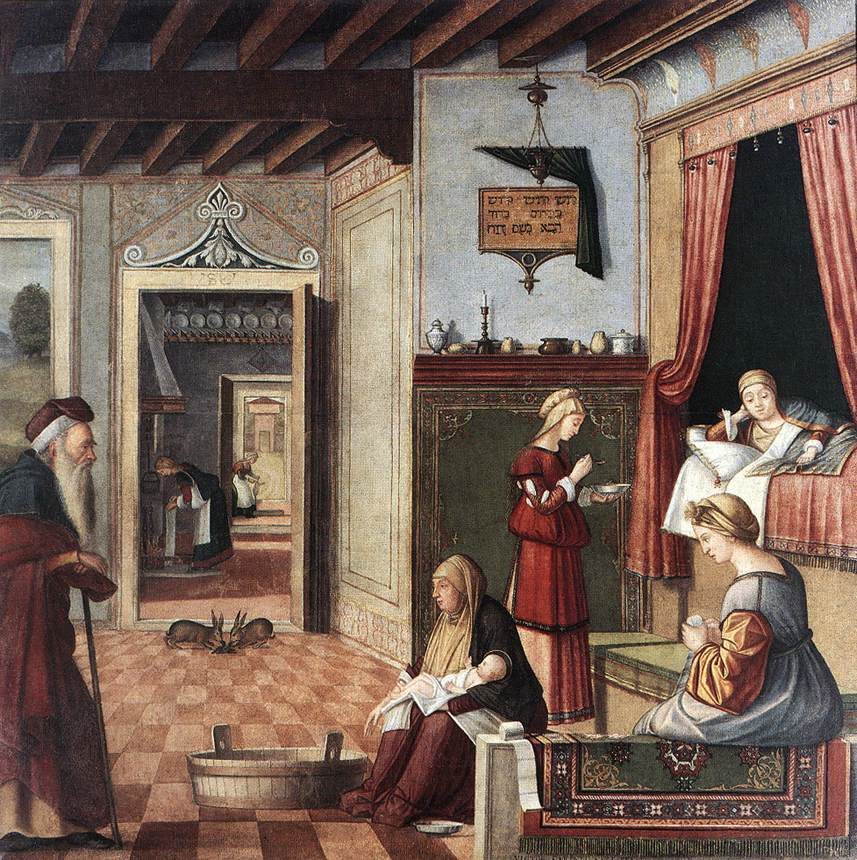
Рождество Марии. Между 1504 и 1508. Холст, темпера. Академия Каррары, Бергамо
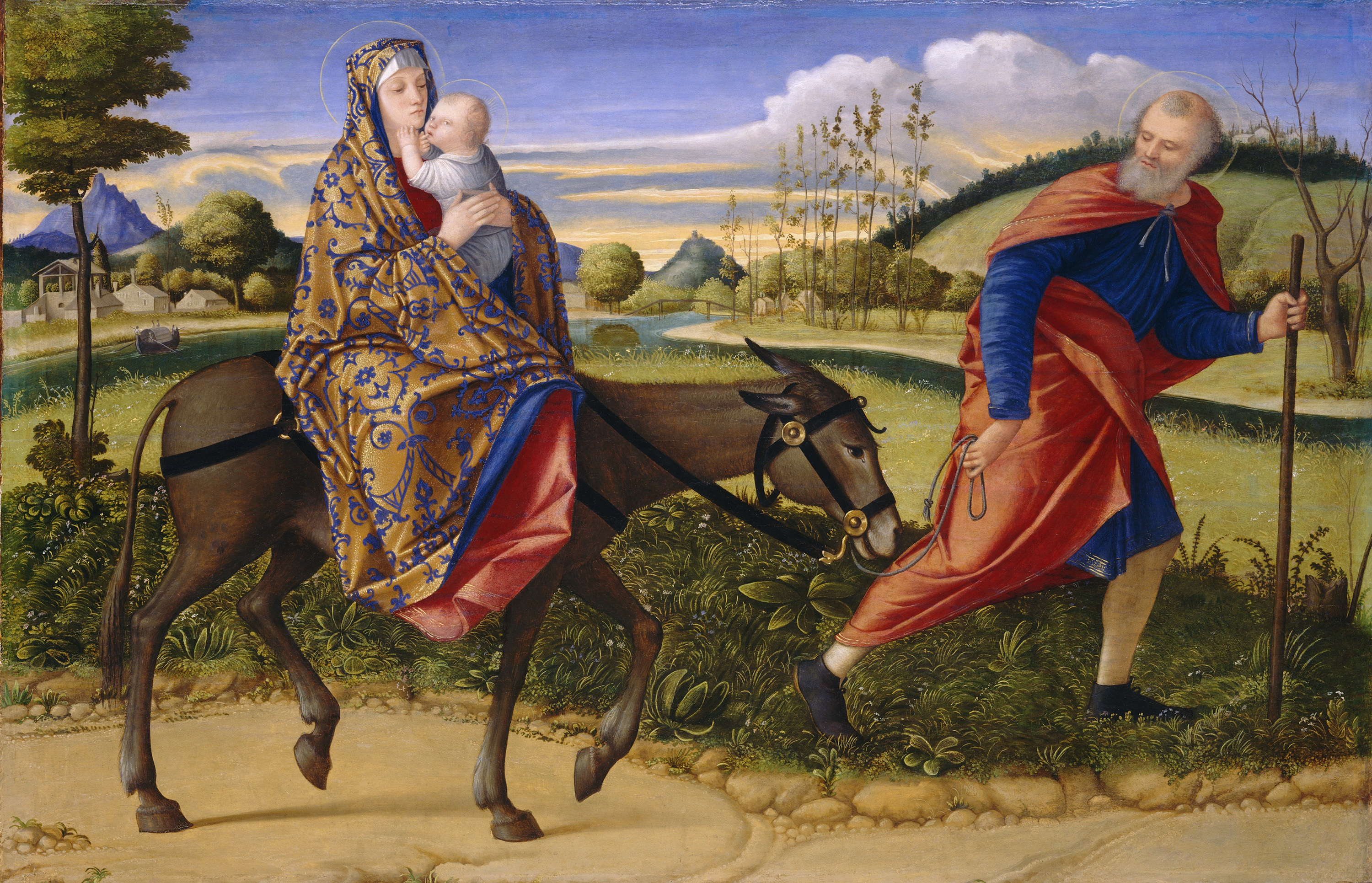
Бегство в Египет. 1500. Дерево, масло. Национальная галерея искусства, Вашингтон
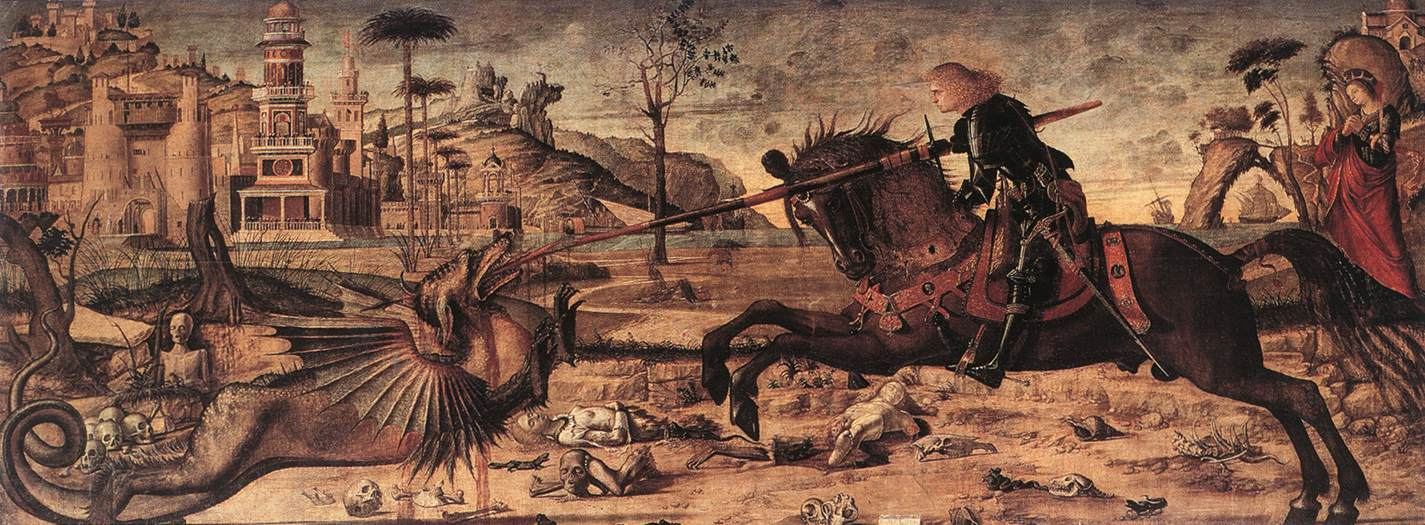
Битва Святого Георгия с драконом. 1502. Холст, темпера. Скуола ди Сан-Джорджо-дельи-Скьявони, Венеция
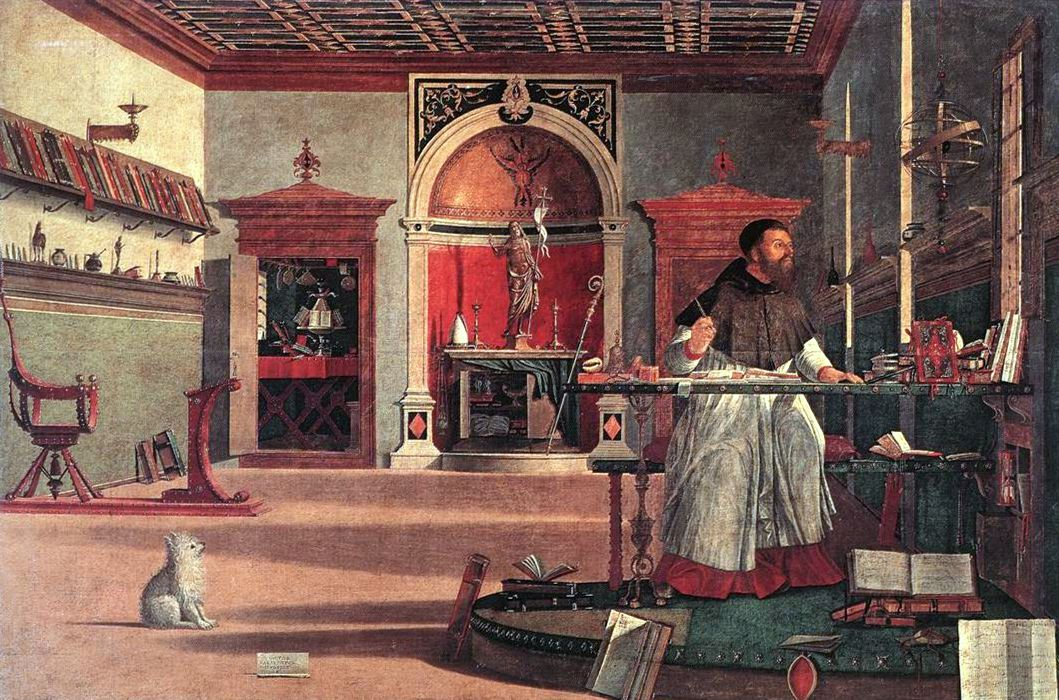
Видение святого Августина. 1500-е годы. Холст, темпера, масло. Скуола ди Сан-Джорджо-дельи-Скьявони, Венеция
Молодой рыцарь на фоне пейзажа. 1510. Холст, масло. Музей Тиссена-Борнемисы, Мадрид
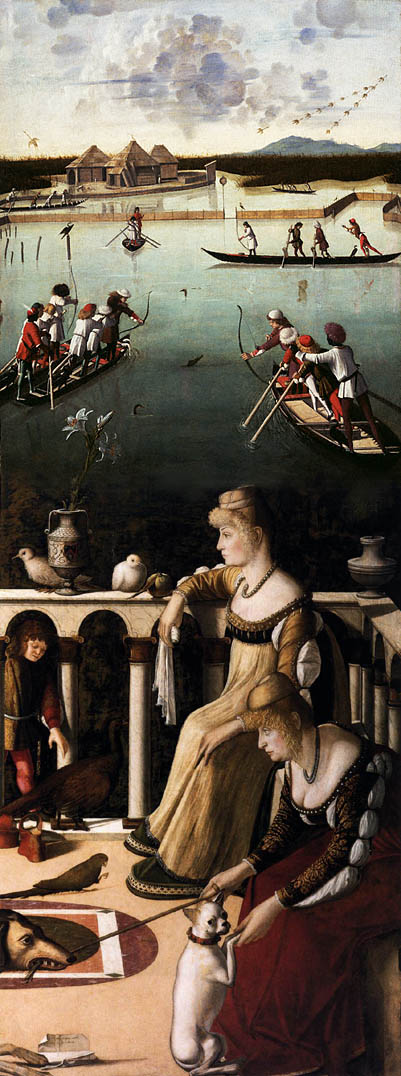
Ловля рыбы в лагуне и две дамы венецианки. Ок. 1490. Дерево, масло. Музей Коррер, Венеция
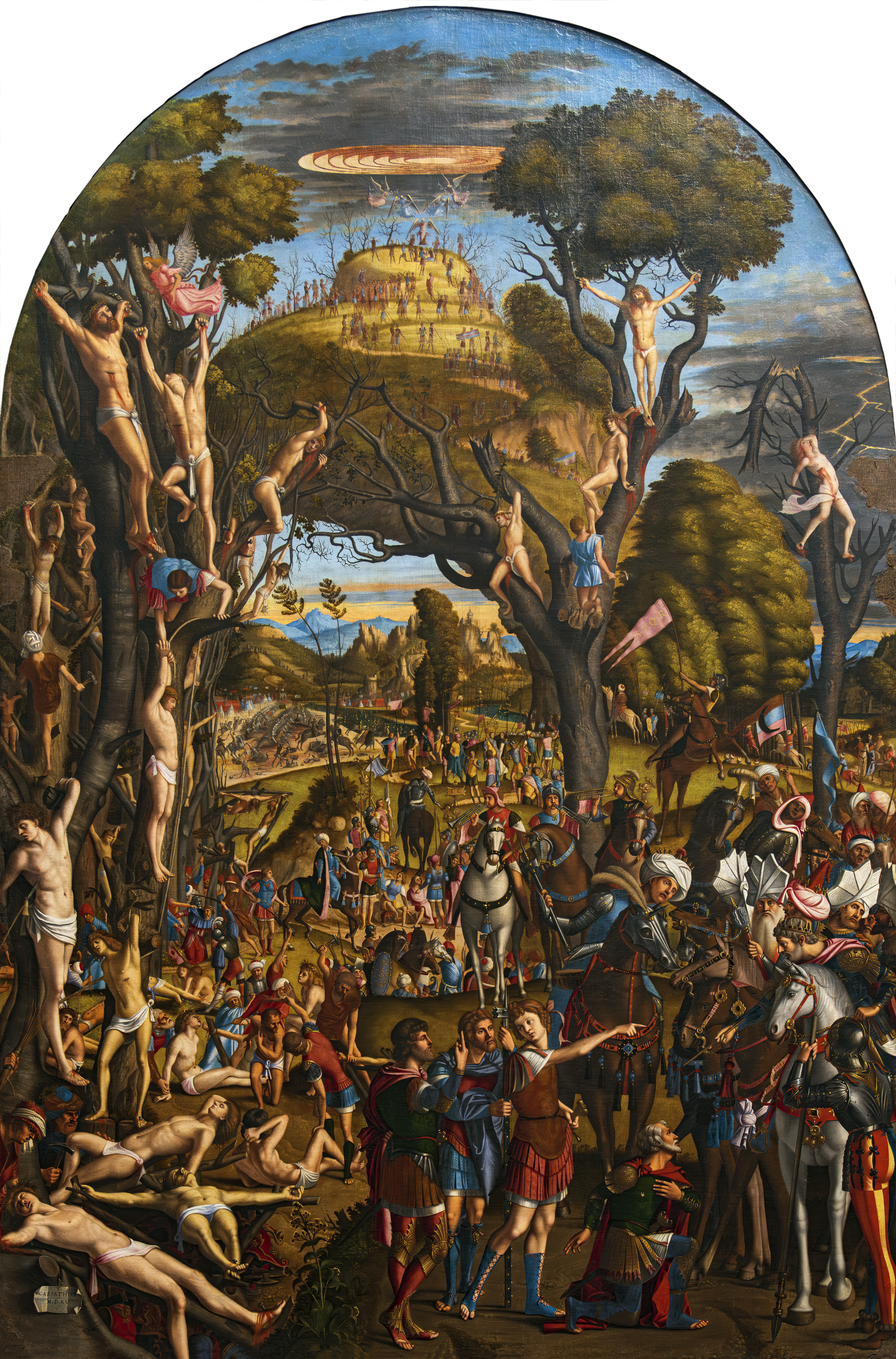
Распятие и апофеоз десяти тысяч мучеников горы Арарат. 1516. Холст, масло. Галерея Академии, Венеция
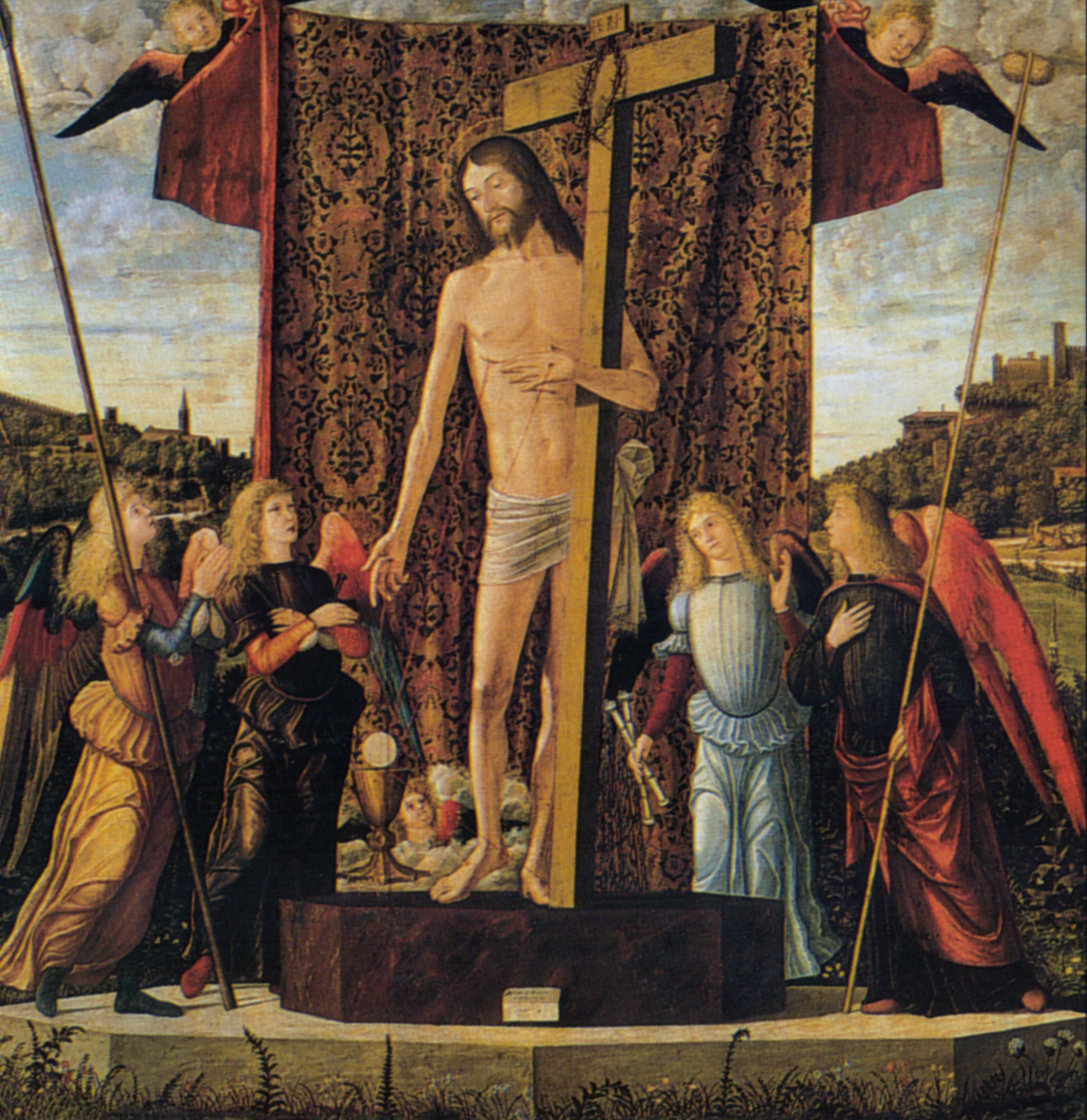
Христос среди ангелов с орудиями страстей. 1496. Холст, масло. Городские музеи и исторические и художественные галереи, Удине
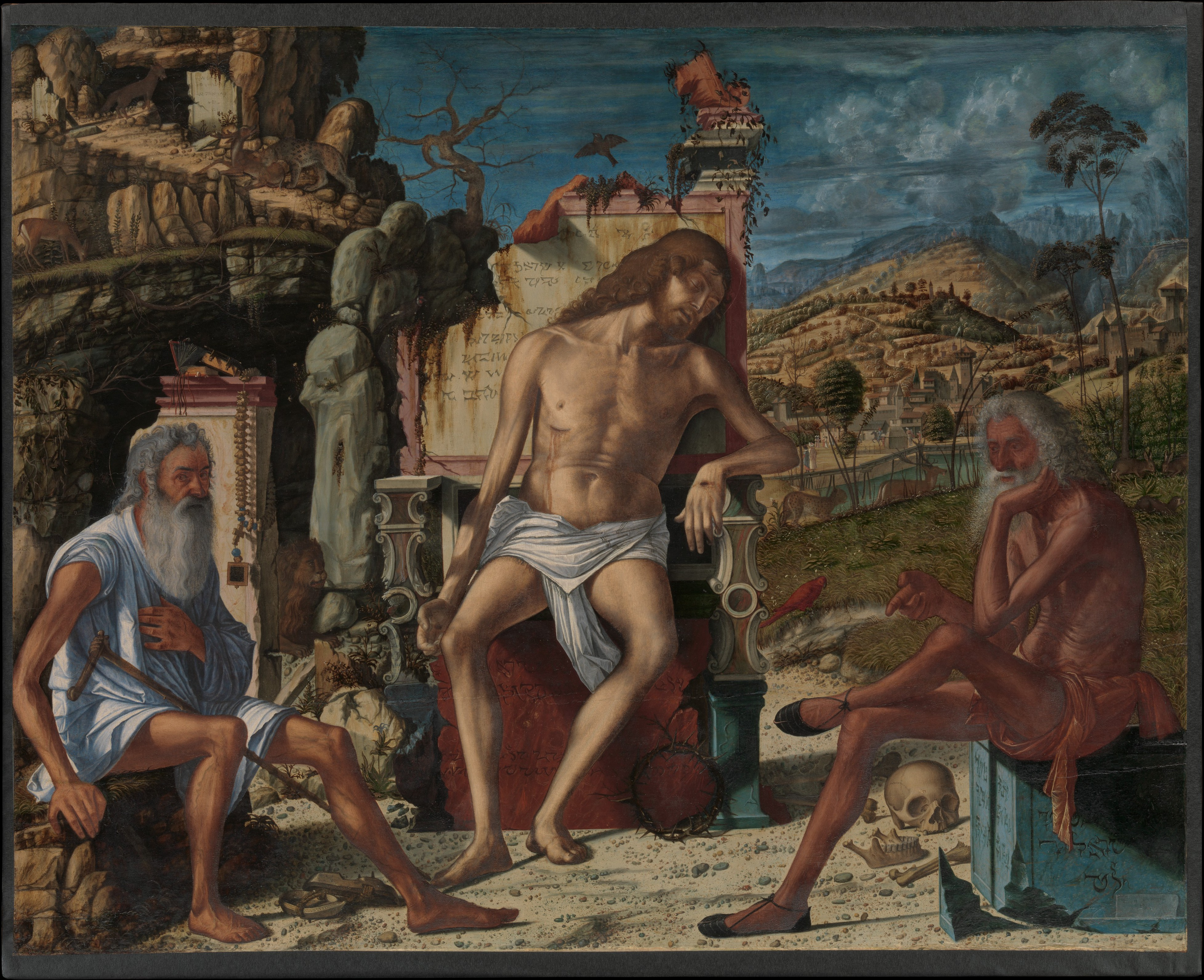
Размышления о Страстях Христа. Ок. 1490. Дерево, темпера, масло. Метрополитен-музей, Нью-Йорк
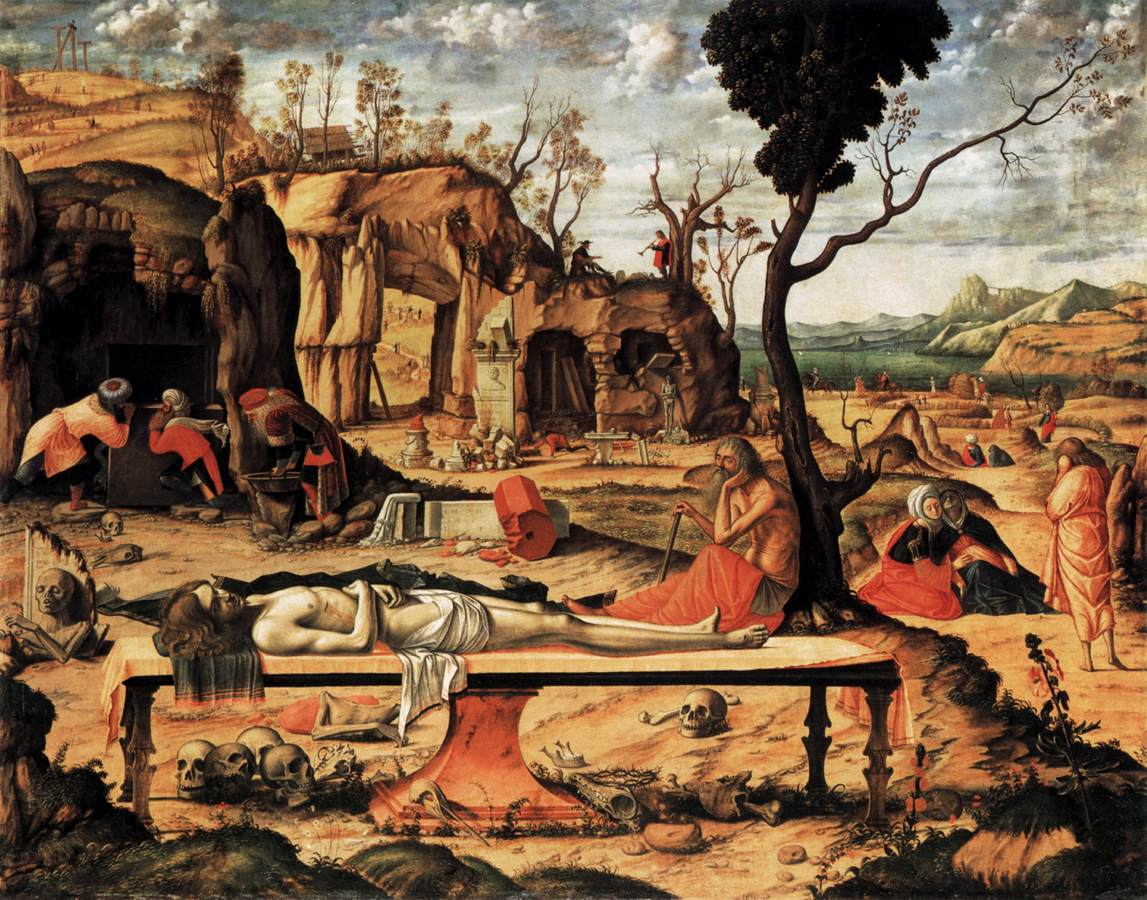
Мёртвый Христос. Ок. 1520. Холст, темпера, Берлинская картинная галерея
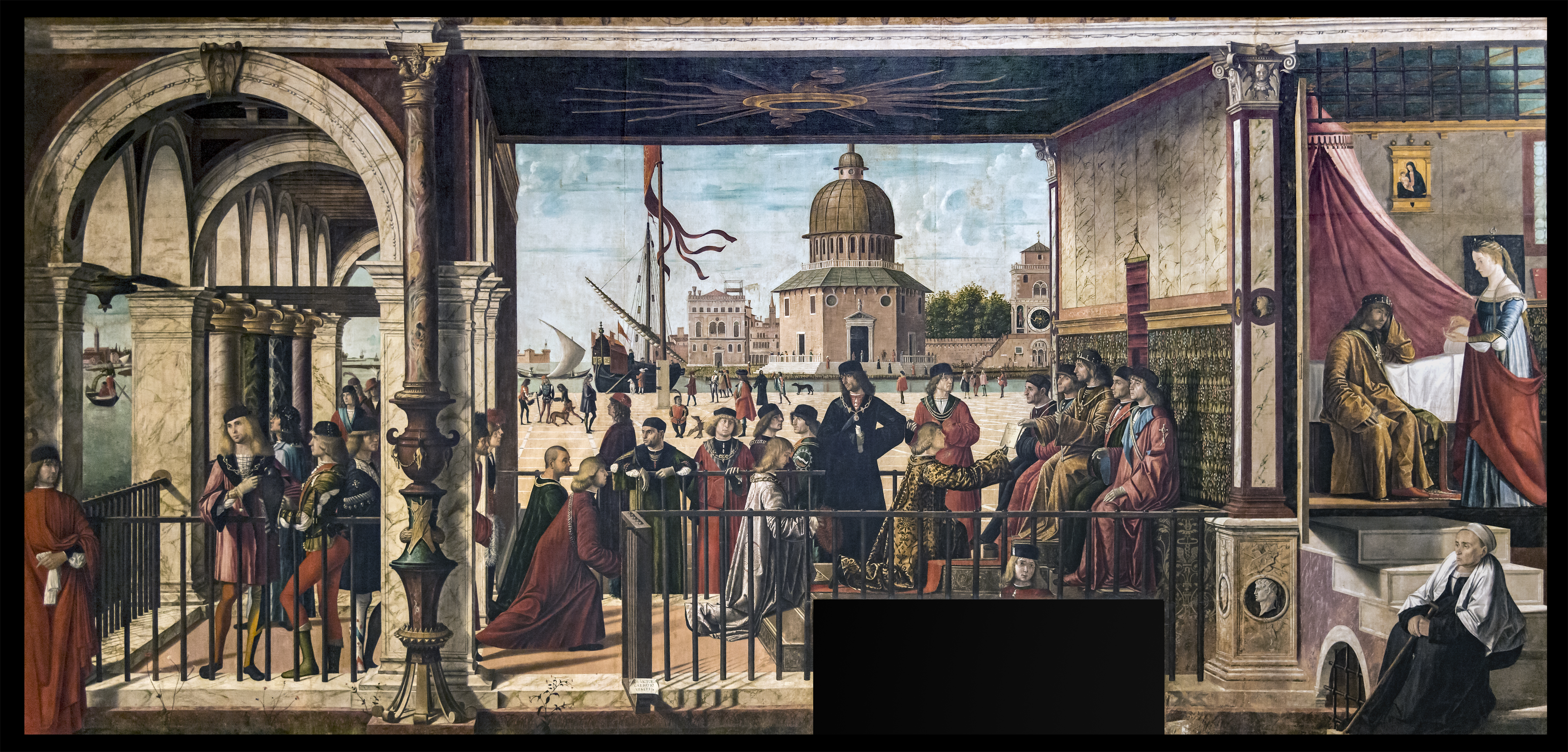
Прибытие английских послов ко двору короля Бретани. 1495. Холст, масло. Галерея Академии, Венеция